# Gate 7
Gate 7 (ゲート セブン, Gēto Sebun) est un shōnen manga écrit et illustré par CLAMP. Il est actuellement prépublié dans le magazine Jump Square de l'éditeur Shūeisha depuis février 2011, et quatre tomes sont sortis au 4 février 2013. La version française est éditée par Kazé depuis juillet 2011.

## Synopsis
Mais qui sont Hana, Sakura et Tachibana, les trois locataires d'Ura-shichiken ? Depuis que Chikahito, un jeune lycéen tokyoïte, a croisé leur route lors d'un voyage à Kyôto, plus rien ne se passe comme il l'avait prévu ! Magie, créatures surnaturelles et espaces parallèles… Sa vie jusqu'alors bien tranquille se transforme en une aventure fantastique, entre combats épiques et découverte du Kyôto secret !

## Personnages
- Takamoto Chikahito
- Hana : membre de l'Ura-shichiken
- Sakura : Vrai nom encore inconnu membre de l'Ura-shichiken
- Tachibana : Vrai nom encore inconnu membre de l'Ura-shichiken
- Hidetsugu Toyotomi : Chef de l'Ura-shichiken
- Mikoto : Oni de Hidetsugu - Elle peut lire l'avenir et jeter des sorts avec les mots.
- Akechi Mitsuhide
- Enka : Oni de Akechi - Il contrôle le Feu
- Date Masamune
- Katakura Kojuro : Fourreau de Kurikara
- Kurikara : Oni de Masamune - Épée démoniaque pouvant être uniquement manipulée par Masamune Date
- Iemitsu Tokugawa
- Mitsuha : Oni de Iemitsu - Se nourrit d’êtres humains
- Jubei : Garde du corps de Iemitsu
- Tenkai : Garde du corps de Iemitsu
- Yukimura Sanada
- Engetsu : Oni de Yukimura - Il peut fusionner avec Yukimura pour augmenter sa force et sa magie
- Sarutobi Sasuke : Membre des 10 braves de Yukimura
- Saizo : Membre des 10 braves de Yukimura
- Yuri Kamanosuke : Membre des 10 braves de Yukimura
- Anayama Kozukz : Membre des 10 braves de Yukimura
- Miyoshi Isanyuudou : Membre des 10 braves de Yukimura
- Nezu Jinpachi : Membre des 10 braves de Yukimura
- Kakei Juunou : Membre des 10 braves de Yukimura
- Mochizuchi Rokurou : Membre des 10 braves de Yukimura
- Unno Rokurou : Membre des 10 braves de Yukimura
- Hosokawa Gracia Kawatadaoki
- Nigemizu : Oni de Gracia - Elle peut créer des illusions
- Princesse Sugi : Sœur de Tachibana, elle est retenue captive par Iemitsu
- Ishida Mitsunari
- Shima Sakon
- Aoi Chiya : Sœur de Iemitsu Tokugawa
- Tenju : Oni de Aoi Chiya

## Univers
- L'histoire se situe à Kyoto, à notre époque.
- Les personnages sont les réincarnations des principaux acteurs de l'époque Sengoku et ils en conservent leurs souvenirs.
- Les Oni sont des démons qui ont signé un pacte avec les humains.
- Lorsqu'un possesseur d'Oni meurt son assassin en hérite.
- Il existe six Oni légendaires.

## Manga
À l'origine, Gate 7 est un one shot publié dans le magazine Jump Square le 4 novembre 2010. Parallèlement à ce one shot, une annonce est faite dans ce même magazine concernant l'adaptation en série, débutée en février 2011. Le one shot, ainsi que les deux premiers chapitres de la série, ont été publiés en version française par le magazine Animeland en partenariat avec Kazé, qui édite les volumes reliés de la série depuis juillet 2011,.
Le manga est aussi édité par Haksan Culture Company en Corée du Sud, Tong Li Publishing à Taïwan et Hong Kong, Dark Horse Comics en Amérique du Nord, New Pop au Brésil, Egmont Manga & Anime en Allemagne, et Norma Editorial en Espagne.

### Liste des chapitres
| no | Japonais        | Japonais          | Français        | Français          |
| no | Date de sortie  | ISBN              | Date de sortie  | ISBN              |
| -- | --------------- | ----------------- | --------------- | ----------------- |
| 1  | 3 juin 2011     | 978-4-08-870251-3 | 7 juillet 2011  | 978-2-82030-144-4 |
| 2  | 4 novembre 2011 | 978-4-08-870344-2 | 8 décembre 2011 | 978-2-82030-218-2 |
| 3  | 2 mai 2012      | 978-4-08-870410-4 | 20 juin 2012    | 978-2-82030-327-1 |
| 4  | 4 février 2013  | 978-4-08-870544-6 | 25 avril 2013   | 978-2-82030-466-7 |